# Mykoła Siusiura
Mykoła Petrowycz Siusiura, ukr. Микола Петрович Сюсюра, ros. Николай Петрович Сюсюра, Nikołaj Pietrowicz Siusiura (ur. 20 marca 1936 w m. Brińkowskaja około Primorsko-Achtarska, zm. 18 maja 2017) – ukraiński piłkarz pochodzenia rosyjskiego, grający na pozycji pomocnika, a wcześniej napastnika, trener piłkarski.

## Kariera piłkarska
Wychowanek klubu Traktor Stalingrad. W końcu 1955 został powołany do służby w wojsku. Najpierw bronił barw wojskowej drużyny w Korosteniu, a potem skierowany do drużyny Kijowskiego Okręgu Wojskowego. Po zwolnieniu z wojska w 1958 rozpoczął karierę piłkarską w Łokomotywie Winnica. W 1959 został zaproszony przez trenera Anatolija Bohdanowycza (byłego asystenta trenera wojskowej drużyny S.K.W.O. Kijów) do Awanharda Żytomierz, który potem zmienił nazwę na Polissia Żytomierz. Na krótko był oddelegowany do Szachtara Donieck, gdzie występował jedynie w drużynie rezerw. W 1966 zakończył karierę piłkarza w Polissia Żytomierz.

## Kariera trenerska
Rozpoczął pracę szkoleniowca w 1966 roku. Od 1966 pomagał trenować Polissia Żytomierz, który potem zmienił nazwę na Awtomobilist. W 1970 został mianowany na stanowisko dyrektora technicznego Awtomobilista. Od 1971 do lipca 1972 prowadził Awtomobilist, po czym powrócił do pracy w roli dyrektora technicznego żytomierskiego klubu. W 1977 został zaproszony na identyczne stanowisko do Spartaka Iwano-Frankiwsk. Potem wrócił do Żytomierza, gdzie objął stanowisko dyrektora Szkoły Sportowej, w której pracował przez wiele lat.

## Sukcesy i odznaczenia

### Sukcesy piłkarskie
Polissia Żytomierz
- brązowy medalista Mistrzostw Ukraińskiej SRR: 1964

### Sukcesy trenerskie
Polissia Żytomierz
- brązowy medalista Mistrzostw Ukraińskiej SRR: 1971

### Odznaczenia
- tytuł Mistrza Sportu ZSRR
- tytuł Zasłużonego Trenera Ukrainy